# Włodzimierz Baworowski
Włodzimierz hr. Baworowski z Baworowa h. Prus (1823 – 7. července 1901 Ternopil) byl rakouský politik polské národnosti z Haliče, v 2. polovině 19. století poslanec Říšské rady.

## Biografie
Patřilo mu panství Strusiv ve východní Haliči.
Byl aktivní i politicky. Roku 1861 byl zvolen na Haličský zemský sněm za kurii velkostatkářskou v ternopilském regionu. 1. února 1867 mandát ve sněmu obhájil, nyní za kurii venkovských obcí, obvod Terebovlja a Zolotnyky. Zemský sněm ho následně 2. března 1867 zvolil i do Říšské rady (tehdy ještě volené nepřímo) za kurii venkovských obcí v Haliči. 3. června 1867 složil slib. Dopisem z 31. března 1870 rezignoval na mandát v rámci hromadné rezignace slovanských poslanců coby výrazu nesouhlasu s ústavním směřováním státu. Znovu byl delegován sněmem do Říšské rady roku 1871. 3. března 1871 složil slib. Opětovně pak roku 1872. Složil slib 13. ledna 1872, mandát ale nevykonával a proto byl na základě absence 21. dubna 1873 prohlášen za zaniklý.
Za loajalitu během prusko-rakouské války mu byl 16. prosince 1866 udělen Řád železné koruny.